# Crafter
Crafter is een Zuid-Koreaanse firma die gitaren bouwt.

## Verleden

### Stichting: 1972-1978
Het bedrijf werd in april 1972 gesticht door HyunKwon Park.
Eerst werkten de vier mensen van dit bedrijf in de 20 m² grote kelder van zijn woning.
In die vroege periode bouwde het bedrijf alleen klassieke gitaren voor de Koreaanse markt. Deze kregen al gauw een goede reputatie, voornamelijk vanwege de hoge kwaliteit van het geluid.
Het bedrijf moest naar een nieuwe, grotere locatie verhuizen om aan de vraag te kunnen voldoen. In 1978 verhuisden ze opnieuw, deze keer van Seoel naar het nieuwe gebied Yangju-gun.
Al die tijd droegen de gitaren de naam "Sungeum" wat "Vervullen van geluid" betekent. Dit is nog steeds een welbekend merk op de Koreaanse binnenlandse markt.

### Crafter: 1989-heden
In 1986 kwam HyunKwons zoon InJae Park ook bij het bedrijf. InJae vond dat het woord "Sungeum" veel te moeilijk was voor de internationale export, dus zocht hij een naam die makkelijk te onthouden was en niet onderdeed voor het vakmanschap waarmee de bouwers de gitaren bouwden. Hij koos voor de naam "Crafter".
Tegenwoordig wordt Crafter in meer dan 40 landen verkocht.
De nieuwste fabriek dateert uit het jaar 2000 en is 7000 m² groot. In 2001 werden er 60.000 gitaren gebouwd, en werd het Verenigd Koninkrijk Crafters grootste afzetmarkt, toen ze 10.000 gitaren kochten.

## Artiesten

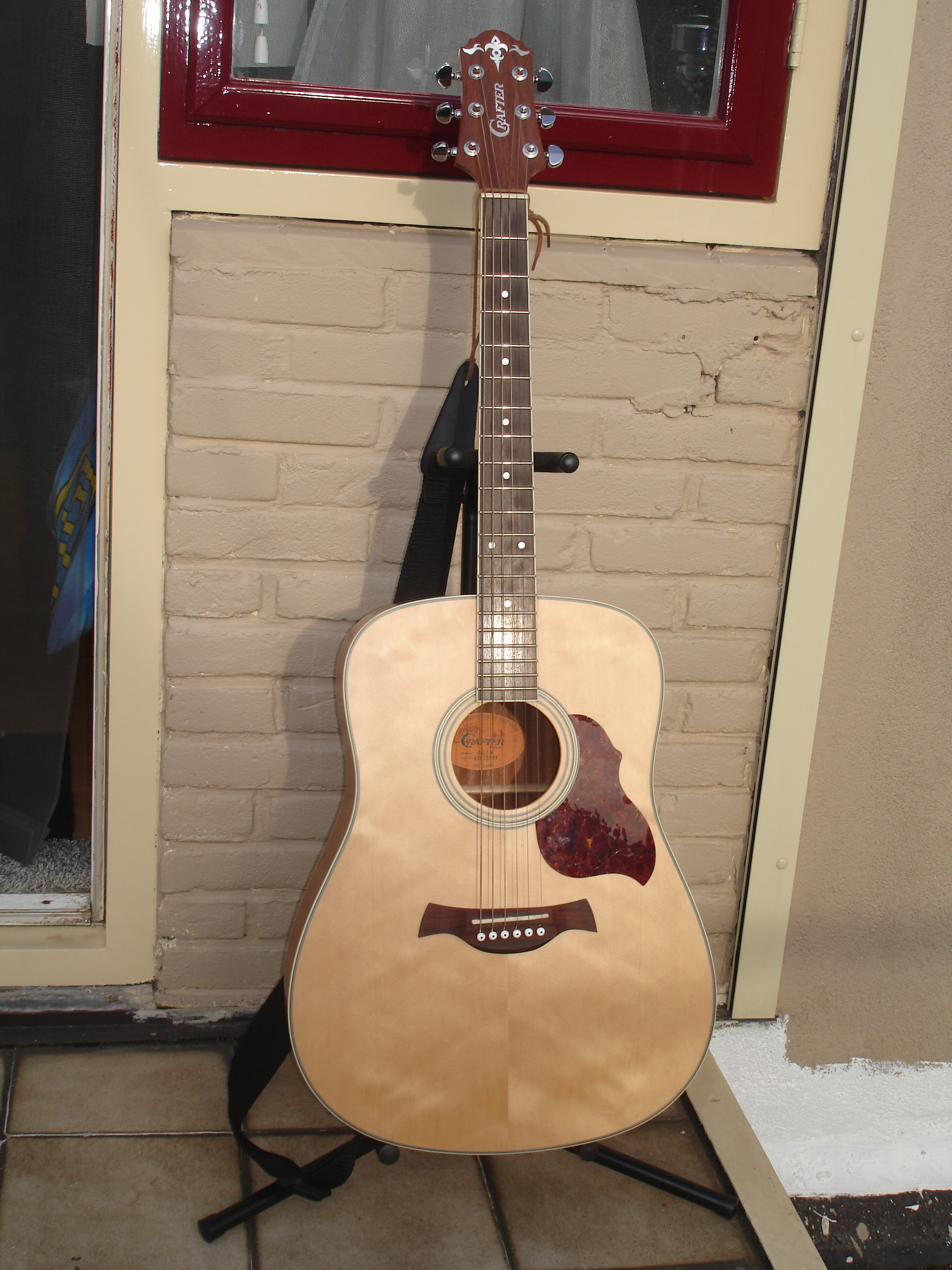
Crafter D6/N

- BZN Crafter D6/N
- Status Quo
- Beto Guedes
- Laurent Roubach
- Loro Jones
- Magrao
- Flavio Lemos
- Leonardo Amuedo
- Adrian Schackmann
- Claudio Venturine
- Midge Ure
- J.R. Ruiz
- Whiskey Falls
- Katie Melua